# Mistrovství světa v biatlonu 2021 – smíšený závod dvojic
Smíšený závod dvojic na Mistrovství světa v biatlonu 2021 se konal ve čtvrtek 18. února v pokljuckém biatlonovém stadionu jako osmý závod šampionátu. Start proběhl v 15.15 hodin středoevropského času. Do soutěže nastoupilo celkem 28 dvojic.
Dvojnásobným obhájcem prvenství byl norský tým, který vinou nepřesné střelby dojel na druhém místě.
Mistry světa se stali francouzští závodnici Antonin Guigonnat a Julia Simonová. Oba zaznamenali vůbec první zlatou medaili z mistrovství světa v kariéře. Druhé místo obsadilo norské duo vedoucích závodníků celkového pořadí světového poháru Johannes Thingnes Bø a Tiril Eckhoffová. Jako třetí dojeli Švédi ve složení Sebastian Samuelsson a Hanna Öbergová.

## Výsledky
| Pořadí                                                                                   | č. | biatlonisté                                                                                 | střelba (L+S)                         | čas                                      | ztráta  |
| ---------------------------------------------------------------------------------------- | -- | ------------------------------------------------------------------------------------------- | ------------------------------------- | ---------------------------------------- | ------- |
| Zlatá medaile                                                                            | 1  | Francie Antonin Guigonnat Julia Simonová Antonin Guigonnat Julia Simonová                   | 36:42,4 7:56,9 8:37,3 7:43,3 12:24,9  | 0+3 0+2 0+2 0+1 0+0 0+0 0+1 0+1          |         |
| Stříbrná medaile                                                                         | 3  | Norsko (g) Johannes Thingnes Bø Tiril Eckhoffová Johannes Thingnes Bø Tiril Eckhoffová      | 36:45,2 7:46,3 8:48,1 7:59,4 12:11,4  | 0+5 0+4 0+1 0+2 0+1 0+1 0+3 0+1 0+0 0+0  | +2,8    |
| Bronzová medaile                                                                         | 2  | Švédsko Sebastian Samuelsson Hanna Öbergová Sebastian Samuelsson Hanna Öbergová             | 37:05,0 7:56,2 8:44,1 7:47,9 12:36,8  | 0+4 0+4 0+2 0+1 0+0 0+1 0+2 0+1          | +22,6   |
| 4.                                                                                       | 14 | Ukrajina Artem Pryma Darja Blašková Artem Pryma Darja Blašková                              | 37:18,3 7:57,4 8:44,4 7:51,7 12:44,8  | 0+1 0+2 0+1 0+1 0+0 0+0 0+0 0+1          | +35,9   |
| 5.                                                                                       | 7  | Itálie Lukas Hofer Dorothea Wiererová Lukas Hofer Dorothea Wiererová                        | 37:37,6 7:42,3 8:44,9 7:55,2 13:15,2  | 0+1 1+5 0+0 0+1 0+0 0+0 0+1 0+1 0+0 1+3  | +55,2   |
| 6.                                                                                       | 8  | Rakousko Simon Eder Lisa Theresa Hauserová Simon Eder Lisa Theresa Hauserová                | 37:45,9 7:41,8 8:52,1 8:12,2 12:59,8  | 0+2 1+5 0+0 0+0 0+1 0+0 0+1 0+2 0+0 1+3  | +1:03,5 |
| 7.                                                                                       | 4  | Německo Erik Lesser Franziska Preussová Erik Lesser Franziska Preussová                     | 38:03,6 8:12,6 9:14,9 7:55,1 12:41,0  | 0+5 1+5 0+1 1+3 0+2 0+2 0+1 0+0          | +1:21,2 |
| 8.                                                                                       | 6  | Kanada Christian Gow Emma Lunderová Christian Gow Emma Lunderová                            | 38:06,8 7:56,6 9:11,6 7:57,2 13:01,4  | 0+3 0+3 0+0 0+2 0+1 0+1 0+0 0+0 0+2 0+0  | +1:24,4 |
| 9.                                                                                       | 16 | Švýcarsko Benjamin Weger Irene Cadurischová Benjamin Weger Irene Cadurischová               | 38:32,6 8:02,8 8:48,2 8:41,3 13:00,3  | 1+4 0+5 0+1 0+1 0+0 0+0 1+3 0+1 0+0 0+3  | +1:50,2 |
| 10.                                                                                      | 17 | Estonsko Rene Zahkna Johanna Talihärmová Rene Zahkna Johanna Talihärmová                    | 38:38,8 7:57,9 9:51,3 8:07,3 12:42,3  | 1+6 0+1 0+2 0+0 1+3 0+1 0+1 0+0 0+0 0+0  | +1:56,4 |
| 11.                                                                                      | 9  | Ruská biatlonová unie Eduard Latypov Jevgenija Pavlovová Eduard Latypov Jevgenija Pavlovová | 38:54,1 8:14,7 9:07,9 8:16,5 13:15,0  | 0+6 0+6 0+1 0+3 0+1 0+1 0+2 0+2 0+2 0+0  | +2:11,7 |
| 12.                                                                                      | 5  | Bělorusko Mikita Labastau Iryna Kryuková Mikita Labastau Iryna Kryuková                     | 38:59,7 8:20,3 9:12,5 8:11,0 13:15,9  | 0+4 0+3 0+2 0+1 0+1 0+0 0+0 0+1 0+1 0+1  | +2:17,3 |
| 13.                                                                                      | 13 | Slovinsko Jakov Fak Polona Klemenčičová Jakov Fak Polona Klemenčičová                       | 39:14,2 7:52,2 9:36,6 8:06,3 13:39,1  | 0+2 1+8 0+1 0+1 0+1 0+2 0+0 1+3 0+0 0+2  | +2:31,8 |
| 14.                                                                                      | 18 | Lotyšsko Aleksandrs Patrijuks Baiba Bendiková Aleksandrs Patrijuks Baiba Bendiková          | 39:15,3 8:16,6 9:17,0 9:01,6 12:40,1  | 1+5 0+3 0+1 0+1 0+1 0+0 1+3 0+2 0+0 0+0  | +2:32,9 |
| 15.                                                                                      | 12 | Belgie Florent Claude Lotte Lieová Florent Claude Lotte Lieová                              | 39:21,3 8:14,2 9:12,1 8:15,1 13:39,9  | 0+2 0+2 0+1 0+0 0+0 0+0 0+1 0+0 0+0 0+2  | +2:38,9 |
| 16.                                                                                      | 26 | Česko Mikuláš Karlík Jessica Jislová Mikuláš Karlík Jessica Jislová                         | 39:21,5 8:22,8 9:16,2 8:36,2 13:06,3  | 0+3 0+3 0+0 0+2 0+1 0+0 0+2 0+1 0+0 0+0  | +2:39,1 |
| 17.                                                                                      | 10 | Kazachstán Vladislav Kireyev Galina Višněvská Vladislav Kireyev Galina Višněvská            | 39:27,1 8:04,2 9:11,5 8:46,8 13:24,6  | 0+2 0+1 0+0 0+0 0+2 0+1 0+0 0+0          | +2:44,7 |
| 18.                                                                                      | 23 | Japonsko Mikito Tačizaki Fuyuko Tačizakiová Mikito Tačizaki Fuyuko Tačizakiová              | 39:42,2 8:19,2 9:44,9 8:14,4 13:23,7  | 0+3 0+4 0+1 0+1 0+2 0+2 0+0 0+1 0+0 0+0  | +2:59,8 |
| 19.                                                                                      | 27 | Bulharsko Vladimir Iliev Milena Todorová Vladimir Iliev Milena Todorová                     | 39:48,6 8:58,8 9:17,1 8:26,5 13:06,2  | 0+2 1+8 0+2 1+3 0+0 0+1 0+0 0+3 0+0 0+1  | +3:06,2 |
| 20.                                                                                      | 21 | Rumunsko George Buta Elena Chirková George Buta Elena Chirková                              | 39:54,5 8:01,5 9:33,8 8:05,6 14:13,6  | 0+4 0+3 0+1 0+0 0+1 0+1 0+0 0+1 0+2 0+1  | +3:12,1 |
| 21.                                                                                      | 25 | Slovensko Tomáš Hasilla Paulína Fialková Tomáš Hasilla Paulína Fialková                     | 40:02,5 8:09,1 9:46,9 8:55,4 13:11,1  | 0+7 0+7 0+1 0+1 0+2 0+3 0+3 0+3 0+1 0+0  | +3:20,1 |
| 22.                                                                                      | 11 | USA Sean Doherty Clare Eganová Sean Doherty Clare Eganová                                   | 40:14,1 8:02,2 9:56,6 8:27,9 13:47,4  | 0+3 1+5 0+1 0+0 0+0 1+3 0+0 0+2 0+2 0+0  | +3:31,7 |
| 23.                                                                                      | 28 | Jižní Korea Kim Yong-gyu Ekaterina Avvakumová Kim Yong-gyu Ekaterina Avvakumová             | 40:38,2 8:46,1 9:09,0 9:12,6 13:30,5  | 0+5 0+7 0+3 0+3 0+0 0+1 0+1 0+3 0+1 0+0  | +3:55,8 |
| 24.                                                                                      | 15 | Litva Tomas Kaukėnas Natalija Kočerginová Tomas Kaukėnas Natalija Kočerginová               | 40:58,9 8:09,7 9:30,0 8:51,3 14:27,9  | 0+6 0+10 0+0 0+2 0+1 0+2 0+2 0+3 0+3 0+3 | +4:16,5 |
| 25.                                                                                      | 19 | Finsko Jaakko Ranta Mari Ederová Jaakko Ranta Mari Ederová                                  | 41:01,0 8:31,3 9:43,3 8:59,0 13:47,4  | 1+8 1+8 0+2 0+3 1+3 0+1 0+1 1+3 0+2 0+1  | +4:18,6 |
| 26.                                                                                      | 20 | Polsko Grzegorz Guzik Kamila Žuková Grzegorz Guzik Kamila Žuková                            | 41:11,6 8:40,9 10:34,8 8:19,4 13:36,5 | 2+8 0+4 0+3 0+1 2+3 0+2 0+1 0+0 0+1 0+1  | +4:29,2 |
| 27.                                                                                      | 22 | Moldavsko Mihail Usov Alla Ghilenková Mihail Usov Alla Ghilenková                           | 42:04,8 8:39,0 9:46,4 9:32,7 14:06,7  | 2+8 0+6 0+2 0+1 0+3 0+3 2+3 0+1 0+0 0+1  | +5:22,4 |
| 28.                                                                                      | 24 | Chorvatsko Krešimir Crnković Anika Kožicová Krešimir Crnković Anika Kožicová                | LAP 8:36,8 10:05,2 9:29,0             | 0+6 2+6 0+1 0+2 0+1 0+1 0+1 2+3 0+3      | 99      |
| Zdroj: Č. – startovní číslo týmu, LAP – tým byl předběhnut o kolo, g – obhájce vítězství |    |                                                                                             |                                       |                                          |         |